# Persone di nome Gerhard
| Questa pagina contiene informazioni ricavate automaticamente dalle voci biografiche con l'ausilio del template Bio e di un bot. L'aggiornamento è periodico e automatico e ricostruisce completamente la pagina. Se manca una persona in questa lista, sei pregato di non aggiungerla, ma accertati piuttosto che la sua voce biografica contenga il template Bio e che i dati anagrafici siano correttamente compilati. Se il template Bio manca, inseriscilo tu stesso o, in alternativa, metti l'avviso {{tmp\|Bio}} che ne segnala la mancanza. Se i dati riportati sono sbagliati, correggi direttamente la voce biografica; le modifiche saranno visibili in questa lista entro pochi giorni. Per chiarimenti vedi il progetto antroponimi. La lista contiene solo le 176 persone che sono citate nell'enciclopedia e per le quali è stato implementato correttamente il template Bio. Pagina aggiornata al 6 ago 2025. |

Questa è una lista di persone presenti nell'enciclopedia che hanno il nome Gerhard, suddivise per attività principale.

## Agenti segreti(1)
- Gerhard Flesch, agente segreto tedesco (Posen, n. 1909 - Oslo, † 1948)

## Allenatori di calcio(2)
- Gerhard Körner, allenatore di calcio e ex calciatore tedesco orientale (Zwickau, n. 1941)
- Gerhard Struber, allenatore di calcio e ex calciatore austriaco (Kuchl, n. 1977)

## Arabisti(1)
- Gerhard Endress, arabista tedesco (Friedrichsdorf, n. 1939)

## Arbitri di calcio(1)
- Gerhard Schulenburg, arbitro di calcio tedesco (Laatzen, n. 1926 - Laatzen, † 2013)

## Archeologi(2)
- Gerhard Bersu, archeologo tedesco (Jauer, n. 1889 - Magdeburgo, † 1964)
- Gerhard Kapitän, archeologo e etnografo tedesco (Meißen, n. 1924 - Siracusa, † 2011)

## Artisti(2)
- Gerhard Gleich, artista e pittore austriaco (Praga, n. 1941)
- Gerhard Merz, artista tedesco (Mammendorf, n. 1947)

## Astronauti(1)
- Gerhard Thiele, ex astronauta e fisico tedesco (Heidenheim an der Brenz, n. 1953)

## Astronomi(2)
- Gerhard Jackisch, astronomo tedesco
- Gerhard Lehmann, astronomo tedesco (n. 1960)

## Attori(4)
- Gerhard Acktun, attore, doppiatore e conduttore radiofonico tedesco (Monaco di Baviera, n. 1955)
- Gerhard Bormann, attore tedesco (Bonn, n. 1940)
- Gerhard Olschewski, attore tedesco (Gąski, n. 1942)
- Gerhard Zemann, attore austriaco (Vienna, n. 1940 - Salisburgo, † 2010)

## Aviatori(3)
- Gerhard Barkhorn, aviatore tedesco (Königsberg, n. 1919 - Tegernsee, † 1983)
- Gerhard Fieseler, aviatore e imprenditore tedesco (Glesch, n. 1896 - Kassel, † 1987)
- Gerhard Schöpfel, aviatore tedesco (Erfurt, n. 1912 - Bergisch Gladbach, † 2003)

## Avvocati(1)
- Gerhard Bast, avvocato austriaco (Ducato di Carniola, n. 1911 - Passo del Brennero, † 1947)

## Banchieri(2)
- Gerhard Brandstätter, banchiere italiano (Sarentino, n. 1953)
- Gerhard von Hosstrup, banchiere tedesco (Amburgo, n. 1771 - † 1851)

## Biatleti(1)
- Gerhard Winkler, ex biatleta tedesco occidentale (Langewiese, n. 1951)

## Bobbisti(4)
- Gerhard Fischer, bobbista tedesco
- Gerhard Haidacher, ex bobbista austriaco (Innsbruck, n. 1963)
- Gerhard Oechsle, bobbista tedesco (Deggingen, n. 1957)
- Gerhard Redl, ex bobbista e ex velocista austriaco (Dimbach, n. 1962)

## Botanici(1)
- Gerhard August Honckeny, botanico tedesco (n. 1724 - † 1805)

## Calciatori(21)
- Gerhard Aigner, calciatore, dirigente sportivo e arbitro di calcio tedesco (Ratisbona, n. 1943 - Berlino, † 2024)
- Gerhard Breitenberger, ex calciatore austriaco (Golling an der Salzach, n. 1954)
- Gerhard Franke, calciatore tedesco orientale (Erfurt, n. 1933 - † 1997)
- Gerhard Hanappi, calciatore e architetto austriaco (Vienna, n. 1929 - Vienna, † 1980)
- Gerhard Harpers, calciatore tedesco (Bochum, n. 1928 - † 2016)
- Gerhard Kaufhold, calciatore tedesco (n. 1928 - Offenbach-Rumpenheim, † 2009)
- Gerhard Kleppinger, ex calciatore e allenatore di calcio tedesco (Ober-Ramstadt, n. 1958)
- Gerhard Lusenti, calciatore svizzero (Zurigo, n. 1921 - † 1996)
- Gerhard Marotzke, ex calciatore tedesco orientale (n. 1929)
- Gerd Müller, calciatore e dirigente sportivo tedesco (Nördlingen, n. 1945 - Wolfratshausen, † 2021)
- Gerhard Poschner, ex calciatore e dirigente sportivo tedesco (Dumitra, n. 1969)
- Gerhard Progni, calciatore albanese (Tropojë, n. 1986)
- Gerhard Rodax, calciatore austriaco (Tattendorf, n. 1965 - Traiskirchen, † 2022)
- Gerhard Schaller, calciatore tedesco orientale (Dresda, n. 1929 - Ballarat, † 2006)
- Gerhard Siedl, calciatore tedesco (Monaco di Baviera, n. 1929 - Monaco di Baviera, † 1998)
- Gerhard Steinkogler, ex calciatore austriaco (Graz, n. 1959)
- Gerd Strack, calciatore tedesco (Kerpen, n. 1955 - † 2020)
- Gerhard Sturmberger, calciatore austriaco (Klagenfurt, n. 1940 - † 1991)
- Gerhard Tremmel, ex calciatore tedesco (Monaco di Baviera, n. 1978)
- Gerhard Vogt, calciatore tedesco orientale (n. 1934 - † 2003)
- Gerhard Wiedemeier, ex calciatore tedesco (Essen, n. 1938)

## Canoisti(1)
- Gerhard Seibold, ex canoista austriaco (n. 1943)

## Canottieri(3)
- Gerhard Auer, canottiere tedesco (Tepl, n. 1943 - Rodalben, † 2019)
- Gerhard Gustmann, canottiere tedesco (Bonn, n. 1910 - Bonn, † 1992)
- Geert Lotsij, canottiere olandese (Dordrecht, n. 1878 - Hilversum, † 1959)

## Cantanti(3)
- Roy Black, cantante e attore tedesco (Straßberg, n. 1943 - Heldenstein, † 1991)
- DJ Ötzi, cantante e disc jockey austriaco (Sankt Johann in Tirol, n. 1971)
- Gary Lux, cantante austriaco (Kingston, n. 1959)

## Cardinali(1)
- Gerhard Ludwig Müller, cardinale, arcivescovo cattolico e teologo tedesco (Finthen, n. 1947)

## Chimici(2)
- Gerhard Damköhler, chimico tedesco (n. 1908 - † 1944)
- Gerhard Pelzl, chimico e ex cestista tedesco (n. 1939)

## Chirurghi(1)
- Gerhard Hotz, chirurgo svizzero (Basilea, n. 1880 - Basilea, † 1926)

## Ciclisti su strada(2)
- Gerhard Trampusch, ex ciclista su strada austriaco (Hall in Tirol, n. 1978)
- Gerhard Zadrobilek, ex ciclista su strada e mountain biker austriaco (Breitenfurt, n. 1961)

## Compositori(2)
- Gerhard von Keussler, compositore e direttore d'orchestra tedesco (Schwanenburg, n. 1874 - Dresda, † 1949)
- Gerhard Wimberger, compositore, direttore d'orchestra e docente austriaco (Vienna, n. 1923 - Salisburgo, † 2016)

## Dermatologi(1)
- Gerhard Armauer Hansen, dermatologo norvegese (Bergen, n. 1841 - Florø, † 1912)

## Direttori d'orchestra(1)
- Gerhard Dornbusch, direttore d'orchestra, compositore e arrangiatore svedese (Wittenberg, n. 1910 - Linköping, † 1976)

## Discoboli(1)
- Gerhard Mayer, discobolo austriaco (Vienna, n. 1980)

## Esploratori(1)
- Gerhard Friedrich Müller, esploratore, storico e etnografo tedesco (Herford, n. 1705 - Mosca, † 1783)

## Etnomusicologi(1)
- Gerhard Kubik, etnomusicologo austriaco (Vienna, n. 1934)

## Filologi(2)
- Gerhard Baudy, filologo classico tedesco (Zweibrücken, n. 1950)
- Gerhard Rohlfs, filologo, linguista e glottologo tedesco (Berlino, n. 1892 - Tubinga, † 1986)

## Filosofi(3)
- Gerhard Dorn, filosofo, traduttore e fisico belga (n. 1530 - † 1584)
- Gerhard Funke, filosofo tedesco (Staßfurt, n. 1914 - Eutin, † 2006)
- Gerhard Streminger, filosofo austriaco (Graz, n. 1952)

## Fisici(2)
- Gerhard Ertl, fisico tedesco (Stoccarda, n. 1936)
- Gerhard Herzberg, fisico e chimico canadese (Amburgo, n. 1904 - Ottawa, † 1999)

## Fondisti(1)
- Gerhard Urain, ex fondista austriaco (Rottenmann, n. 1972)

## Fotografi(1)
- Hinnerk Scheper, fotografo, urbanista e designer tedesco (Wulften, n. 1897 - Berlino, † 1957)

## Generali(6)
- Gerhard Berthold, generale tedesco (Schneeberg, n. 1891 - Juchnov, † 1942)
- Gerhard Feyerabend, generale tedesco (Dopsattel, n. 1898 - Rottach-Egern, † 1965)
- Gerard Herbert, generale inglese (Inghilterra - Heidelberg, † 1622)
- Gerhard von Scharnhorst, generale prussiano (Bordenau, n. 1755 - Praga, † 1813)
- Gerhard Schmidhuber, generale tedesco (Dresda, n. 1894 - Budapest, † 1945)
- Gerhard von Schwerin, generale tedesco (Hannover, n. 1899 - Rottach-Egern, † 1980)

## Giavellottisti(1)
- Gerhard Stöck, giavellottista e pesista tedesco (Schönlanke, n. 1911 - Amburgo, † 1985)

## Ginnasti(1)
- Gerhard Dietrich, ginnasta tedesco (Brandenburg an der Havel, n. 1942 - Brandenburg an der Havel, † 2024)

## Giocatori di football americano(1)
- Gerhard Jäger, ex giocatore di football americano e allenatore di football americano tedesco (n. 1990)

## Giornalisti(1)
- Gerhard Herm, giornalista e scrittore tedesco (Crailsheim, n. 1931 - † 2014)

## Giuristi(1)
- Gerhard Anschütz, giurista tedesco (Halle, n. 1867 - Heidelberg, † 1948)

## Hockeisti su ghiaccio(2)
- Gerd Truntschka, ex hockeista su ghiaccio tedesco (Landshut, n. 1958)
- Gerhard Unterluggauer, ex hockeista su ghiaccio austriaco (Villach, n. 1976)

## Inventori(1)
- Gerhard Sessler, inventore e fisico tedesco (Pforzheim, n. 1931)

## Matematici(4)
- Gerhard Frey, matematico tedesco (Bensheim, n. 1944)
- Gerhard Gentzen, matematico e logico tedesco (Greifswald, n. 1909 - Praga, † 1945)
- Gerhard Hessenberg, matematico tedesco (Francoforte sul Meno, n. 1874 - Berlino, † 1925)
- Gerhard Kowalewski, matematico tedesco (n. 1876 - † 1950)

## Medici(2)
- Gerhard Domagk, medico e biochimico tedesco (Lagow, n. 1895 - Königsfeld im Schwarzwald, † 1964)
- Gerhard Wagner, medico tedesco (Neu-Heiduk, n. 1888 - Monaco di Baviera, † 1939)

## Mezzofondisti(1)
- Gerhard Stolle, ex mezzofondista tedesco (n. 1952)

## Militari(9)
- Gerhard Bremer, militare tedesco (Düsterntal, n. 1917 - Dénia, † 1989)
- Gerhard Grenzel, militare e aviatore tedesco (Brandenburg an der Havel, n. 1915 - Malta, † 1941)
- Gerhard Palitzsch, militare tedesco (Tharandt, n. 1913 - Budapest, † 1944)
- Gerhard Pleiß, militare tedesco (Remscheid, n. 1915 - Rostov sul Don, † 1941)
- Gerhard Sommer, militare tedesco (Amburgo, n. 1921 - Amburgo, † 2017)
- Gerhard Tappen, militare tedesco (Hannover, n. 1866 - Goslar, † 1953)
- Gerhard Thyben, militare e aviatore tedesco (Kiel, n. 1922 - Cali, † 2006)
- Gerhard Weigel, militare tedesco (Flöha, n. 1908 - Flintsbach am Inn, † 1998)
- Gerhard Cornelius von Walrave, militare e architetto tedesco (Warendorf - Magdeburgo, † 1773)

## Mineralogisti(1)
- Gerhard vom Rath, mineralogista e geologo tedesco (Duisburg, n. 1830 - Coblenza, † 1888)

## Nuotatori(2)
- Gerhard Deutsch, nuotatore tedesco
- Gerhard Hetz, nuotatore tedesco (Hof, n. 1942 - Barra de Navidad, † 2012)

## Ostacolisti(1)
- Gerhard Hennige, ex ostacolista e velocista tedesco (Karlsruhe, n. 1940)

## Pedagogisti(1)
- Gerhard Storz, pedagogo, politico e scrittore tedesco (Rottenacker, n. 1898 - Leonberg, † 1983)

## Piloti automobilistici(2)
- Gerhard Berger, ex pilota automobilistico e imprenditore austriaco (Wörgl, n. 1959)
- Gerhard Mitter, pilota automobilistico tedesco (Schönlinde, n. 1935 - Nürburgring, † 1969)

## Piloti motociclistici(2)
- Gerhard Thurow, pilota motociclistico tedesco (n. 1934 - Tilburg, † 1976)
- Gerhard Waibel, pilota motociclistico tedesco (n. 1958)

## Pittori(4)
- Gerhard Altenbourg, pittore tedesco (Rödichen-Schnepfental, n. 1926 - Meißen, † 1989)
- Gerhard Munthe, pittore e illustratore norvegese (Elverum, n. 1849 - Bærum, † 1929)
- Gerhard Richter, pittore tedesco (Dresda, n. 1932)
- Gerhard von Graevenitz, pittore e fotografo tedesco (Schilde, n. 1934 - Habkern, † 1983)

## Politici(7)
- Gerhard Bletschacher, politico tedesco (Monaco di Baviera, n. 1930)
- Gerhard Grandke, politico tedesco (Offenbach am Main, n. 1954)
- Gerhard von Kanitz, politico prussiano (Podangen, n. 1885 - Sossenheim, † 1949)
- Gerhard Karner, politico austriaco (Melk, n. 1967)
- Gerhard Schröder, politico tedesco (Mossenberg-Wöhren, n. 1944)
- Gerhard Stoltenberg, politico tedesco (Kiel, n. 1928 - Bad Godesberg, † 2001)
- Gerhard Wolf, politico tedesco (Dresda, n. 1896 - Monaco di Baviera, † 1971)

## Poliziotti(1)
- Gerhard Klopfer, poliziotto tedesco (Schreibersdorf, n. 1905 - Ulma, † 1987)

## Presbiteri(2)
- Gerhard Hirschfelder, presbitero tedesco (Glatz, n. 1907 - Dachau, † 1942)
- Gerhard Wagner, presbitero austriaco (Wartberg ob der Aist, n. 1954)

## Pugili(1)
- Gerhard Pedersen, pugile danese (n. 1912 - † 1987)

## Registi(1)
- Gerhard Lamprecht, regista, sceneggiatore e produttore cinematografico tedesco (Berlino, n. 1897 - Berlino, † 1974)

## Schermidori(1)
- Gerhard Heer, ex schermidore tedesco (n. 1955)

## Sciatori alpini(10)
- Gerhard Greber, ex sciatore alpino austriaco (n. 1972)
- Gerhard Jäger, ex sciatore alpino austriaco (n. 1958)
- Gerhard Königsrainer, ex sciatore alpino italiano (Merano, n. 1968)
- Gerhard Lieb, ex sciatore alpino austriaco (n. 1964)
- Gerhard Mussner, ex sciatore alpino italiano (Selva di Val Gardena, n. 1943)
- Gerhard Nenning, sciatore alpino austriaco (Lech, n. 1940 - Bregenz, † 1995)
- Gerhard Pfaffenbichler, ex sciatore alpino austriaco (Salisburgo, n. 1961)
- Gerhard Prinzing, sciatore alpino tedesco (Rettenberg, n. 1943 - Sonthofen, † 2018)
- Gerhard Riml, ex sciatore alpino austriaco (n. 1948)
- Gerhard Speiser, ex sciatore alpino tedesco (n. 1975)

## Scrittori(4)
- Gerhard Durlacher, scrittore olandese (Baden-Baden, n. 1928 - Haarlem, † 1996)
- Gerhard Nebel, scrittore, filologo classico e saggista tedesco (Dessau, n. 1903 - Stoccarda, † 1974)
- Gerhard Roth, scrittore austriaco (Graz, n. 1942 - Graz, † 2022)
- Gerhard Zwerenz, scrittore e poeta tedesco (Gablenz, n. 1925 - Schmitten im Taunus, † 2015)

## Scultori(1)
- Gerhard Marcks, scultore tedesco (Berlino, n. 1889 - Darmstadt, † 1981)

## Slittinisti(3)
- Gerhard Gleirscher, ex slittinista austriaco (Innsbruck, n. 1969)
- Gerhard Pilz, ex slittinista austriaco (Bad Ischl, n. 1965)
- Gerhard Plankensteiner, ex slittinista italiano (Vipiteno, n. 1971)

## Sociologi(1)
- Gerhard Amendt, sociologo tedesco (Francoforte sul Meno, n. 1939)

## Storici(2)
- Gerhard Ritter, storico tedesco (Bad Sooden-Allendorf, n. 1888 - Friburgo in Brisgovia, † 1967)
- Gerhard Schreiber, storico e militare tedesco (Teplá, n. 1940 - Gundelfingen, † 2017)

## Storici delle religioni(1)
- Gerhard J. Bellinger, storico delle religioni e teologo tedesco (Bochum, n. 1931 - Bonn, † 2020)

## Tenori(1)
- Gerhard Stolze, tenore tedesco (Dessau, n. 1926 - Garmisch-Partenkirchen, † 1979)

## Teologi(6)
- Gerhard Ebeling, teologo tedesco (Berlino, n. 1912 - Zurigo, † 2001)
- Gerhard Lohfink, teologo, filosofo e religioso tedesco (Francoforte sul Meno, n. 1934 - Ebenhausen, † 2024)
- Gerhard von Rad, teologo tedesco (Norimberga, n. 1901 - Heidelberg, † 1971)
- Gerhard Johannes Voss, teologo, filologo e storico olandese (Heidelberg, n. 1577 - Amsterdam, † 1649)
- Gerhard Wehr, teologo tedesco (Schweinfurt, n. 1931 - Schwarzenbruck, † 2015)
- Gerhard Westerburg, teologo e giurista tedesco (Colonia - Sande, † 1558)

## Velocisti(1)
- Gerhard Wucherer, ex velocista tedesco (Kempten, n. 1948)

## Vescovi cattolici(3)
- Gerhard Feige, vescovo cattolico e teologo tedesco (Halle, n. 1951)
- Gerhard Ludwig Goebel, vescovo cattolico tedesco (Scheuerfeld, n. 1933 - Kirchen, † 2006)
- Gerhard Schwenzer, vescovo cattolico tedesco (Lorch, n. 1938)

## Violinisti(1)
- Gerhard Taschner, violinista e insegnante tedesco (Krnov, n. 1922 - Berlino, † 1976)

## Zoologi(2)
- Gerhard Haszprunar, zoologo austriaco (Vienna, n. 1957)
- Gerhard Wülker, zoologo tedesco (Lipsia, n. 1885 - † 1930)

## Senza attività specificata(6)
- Gerhard von Katzenelnbogen († 1280)
- Gerhard Kerschbaumer, ex mountain biker italiano (Bressanone, n. 1991)
- Gerhard von Malberg, tedesco († 1246)
- Gerhard Werner, ex pentatleta tedesco (Oldenburg, n. 1947)
- Gerhard van Wou, olandese (Hintham, n. 1440 - Kampen, † 1527)
- Gerhard von Jork